# Джоузеф Салерно
Джоузеф Салерно (на английски: Joseph Salerno) е американски икономист.
Роден е през 1950 година в семейство на италиански имигранти. През 1972 година получава бакалавърска степен по икономика в Бостънския колеж, а през 1980 година защитава докторат в Университета „Рътгърс“. От 1985 година преподава в Университета „Пейс“ в Ню Йорк. Дългогодишен последовател на Мъри Ротбард, той е вицепрезидент на Института „Мизес“.